# Errinopsis reticulum
Errinopsis reticulum är en nässeldjursart som beskrevs av Hjalmar Broch 1951. Errinopsis reticulum ingår i släktet Errinopsis och familjen Stylasteridae.
Artens utbredningsområde är Södra Ishavet. Inga underarter finns listade i Catalogue of Life.